# Associazione Sportiva Cittadella 2019-2020
Questa voce raccoglie le informazioni riguardanti l'Associazione Sportiva Cittadella nelle competizioni ufficiali della stagione 2019-2020.

## Stagione
Il Cittadella, nella stagione 2019-2020, disputa il suo tredicesimo campionato di Serie B e partecipa alla Coppa Italia, a partire dalle fasi preliminari.
Nella sessione estiva di calciomercato viene acquistato a titolo definitivo D'Urso dalla Roma, Vita dalla Feralpisalò, De Marchi e Gargiulo dalla Imolese, Rosafio dalla Cavese, Luppi dalla Viterbese, Pavan dal Renate e Perticone dalla Salernitana. Giungono in prestito Mora dall'Atalanta, Vrioni dalla Sampdoria, Celar dalla Roma e Ventola dal Pescara.
Quasi tutti i giocatori tornati dal formalmente dal prestito vengono ceduti a titolo definitivo alle squadre dove erano state in prestito: Dalla Bernardina all'Olbia, Corasaniti all'Union Feltre, Malcore alla Pergolettese e Rosteghin al Mestre. Bizzotto torna dal Cartigliano e passa al Giorgione, Caccin dal Renate al Mestre e Fasolo dalla Virtus Verona al Gozzano. Varnier com'era d'obbligo viene riscattato dall'Atalanta. A titolo definitivo viene ceduto Parodi alla Ternana, Settembrini e Schenetti alla Virtus Entella, Siega al Pisa, Moncini alla SPAL, Scappini alla Reggiana, Pasa al Pordenone, Cancellotti al Teramo e Drudi al Pescara. Il centrocampista Luca Maniero viene ceduto in prestito all'Imolese mentre Finotto termina il prestito al Cittadella e torna alla SPAL.

## Divise e sponsor
Gli sponsor principali sono Siderurgica Gabrielli e Sirmax; altri sponsor importanti sono Metalservice, Gavinox, Ocsa e Veneta nastri. Sponsor tecnico è Mizuno. Confermato per tutte le squadre di serie B il top sleeve sponsor "Facile ristrutturare" sulla manica sinistra.
| Casa | Trasferta | Terza divisa |

## Organigramma societario
Consiglio di amministrazione
- Presidente: Andrea Gabrielli
- Vicepresidente: Giancarlo Pavin
- Amministratore delegato: Mauro Michelini

Direzione
- Direttore generale: Stefano Marchetti
- Responsabile settore giovanile: Cristian La Grotteria
- Coordinatore settore giovanile: Nicola Maffei
- Responsabile attività di base: Enrico Rettore

Segreteria
- Segretario generale: Alberto Toso
- Segretario sportivo: Niccolò Roncato
- Ufficio legale: Avv. Laura Dal Zuffo

Marketing e Ufficio Stampa
- Responsabile marketing: Federico Cerantola
- Marketing e biglietteria: Alberto Carraro
- Responsabile stampa: Davide De Marchi
- Fotografo ufficiale: Massimo Felicetti

Amministrazione
- Responsabile amministrazione: Maurizio Tonin
- Segreteria amministrativa: Daniele Ceccato

Servizi Stadio
- Responsabile biglietteria: Gianfranco Cavallari
- Front office: Francesco Russo
- Responsabili campo: Angelo Sgarbossa, Mariano Campagnaro
- Magazzinieri: Antonio Sgarbossa, Clara Degetto

Sicurezza
- Delegato sicurezza: Arch. Alessandro Bressa
- Vice delegato sicurezza: Arch. Lorenzo Paolocci
- Rappresentante società per relazioni coi tifosi "Supporter Liason Officier": Silvio Bizzotto
- Responsabile impianti/strutture: Ing. Remo Poggiana

Area tecnica e medica
- Allenatore: Roberto Venturato
- Allenatore in seconda: Edoardo Gorini
- Preparatore portieri: Andrea Pierobon
- Collaboratore tecnico: Roberto Musso
- Preparatore atletico: Andrea Redigolo
- Responsabile sanitario: Ilario Candido
- Medico sociale ortopedico: Roberto Bordin
- Massaggiatori: Giovanni Pivato, Nicola De Bardi
- Centro fisioterapico: Polimedica Fisio&Sport

## Rosa
Aggiornato al 3 settembre 2019.
| N. |                   | Ruolo | Calciatore             |
| -- | ----------------- | ----- | ---------------------- |
| 1  | Italia (bandiera) | P     | Alberto Paleari        |
| 2  | Italia (bandiera) | D     | Christian Mora         |
| 3  | Italia (bandiera) | D     | Amedeo Benedetti       |
| 4  | Italia (bandiera) | C     | Manuel Iori (capitano) |
| 5  | Italia (bandiera) | D     | Davide Adorni          |
| 6  | Italia (bandiera) | D     | Agostino Camigliano    |
| 7  | Italia (bandiera) | C     | Andrea Bussaglia       |
| 8  | Italia (bandiera) | C     | Federico Proia         |
| 9  | Italia (bandiera) | A     | Davide Diaw            |
| 10 | Italia (bandiera) | C     | Christian D'Urso       |
| 11 | Italia (bandiera) | A     | Giuseppe Panico        |
| 12 | Italia (bandiera) | P     | Luca Maniero           |
| 13 | Italia (bandiera) | D     | Alberto Rizzo          |
| 14 | Italia (bandiera) | A     | Davide Luppi           |
| 15 | Italia (bandiera) | D     | Domenico Frare         |

| N. |                     | Ruolo | Calciatore        |
| -- | ------------------- | ----- | ----------------- |
| 16 | Italia (bandiera)   | C     | Alessio Vita      |
| 17 | Italia (bandiera)   | A     | Marco Rosafio     |
| 18 | Italia (bandiera)   | D     | Mirko Drudi       |
| 18 | Italia (bandiera)   | D     | Romano Perticone  |
| 19 | Italia (bandiera)   | A     | Michael De Marchi |
| 20 | Italia (bandiera)   | C     | Mario Gargiulo    |
| 21 | Albania (bandiera)  | A     | Giacomo Vrioni    |
| 22 | Italia (bandiera)   | P     | Giacomo Plechero  |
| 23 | Italia (bandiera)   | C     | Simone Branca     |
| 24 | Italia (bandiera)   | D     | Luca Ghiringhelli |
| 25 | Italia (bandiera)   | D     | Christian Ventola |
| 26 | Italia (bandiera)   | C     | Nicola Pavan      |
| 27 | Italia (bandiera)   | D     | Niccolò Varotto   |
| 28 | Italia (bandiera)   | A     | Sebastiano Rosa   |
| 29 | Slovenia (bandiera) | A     | Žan Celar         |

## Calciomercato

### Sessione estiva(dal 1º luglio al 2 settembre)
| Acquisti | Acquisti                  | Acquisti     | Acquisti               |
| R.       | Nome                      | da           | Modalità               |
| -------- | ------------------------- | ------------ | ---------------------- |
| P        | Alberto Corasaniti        | Union Feltre | fine prestito          |
| P        | Alberto Rosteghin         | Mestre       | fine prestito          |
| D        | Giacomo Caccin            | Renate       | fine prestito          |
| D        | Gabriele Dalla Bernardina | Olbia        | fine prestito          |
| D        | Christian Mora            | Atalanta     | prestito               |
| D        | Christian Ventola         | Pescara      | prestito               |
| D        | Romano Perticone          | Salernitana  | definitivo (200.000 €) |
| C        | Christian D'Urso          | Roma         | definitivo (500.000 €) |
| C        | Alessio Vita              | Feralpisalò  | definitivo (500.000 €) |
| C        | Mario Gargiulo            | Imolese      | definitivo (200.000 €) |
| C        | Nicola Pavan              | Renate       | definitivo (250.000 €) |
| A        | Giulio Bizzotto           | Cartigliano  | fine prestito          |
| A        | Giancarlo Malcore         | Pergolettese | fine prestito          |
| A        | Žan Celar                 | Roma         | prestito               |
| A        | Giacomo Vrioni            | Sampdoria    | prestito               |
| A        | Michael De Marchi         | Imolese      | definitivo (400.000 €) |
| A        | Davide Luppi              | Viterbese    | definitivo (425.000 €) |
| A        | Marco Rosafio             | Cavese       | definitivo (250.000 €) |

| Cessioni | Cessioni                  | Cessioni       | Cessioni                      |
| R.       | Nome                      | a              | Modalità                      |
| -------- | ------------------------- | -------------- | ----------------------------- |
| P        | Alberto Corasaniti        | Union Feltre   | definitivo (100.000 €)        |
| P        | Alberto Rosteghin         | Mestre         | definitivo (25.000 €)         |
| D        | Giacomo Caccin            | Renate         | definitivo (75.000 €)         |
| D        | Tommaso Cancellotti       | Teramo         | definitivo (300.000 €)        |
| D        | Gabriele Dalla Bernardina | Olbia          | definitivo (50.000 €)         |
| D        | Marco Varnier             | Atalanta       | riscattato (5 milioni di €)   |
| D        | Andrea Settembrini        | Virtus Entella | definitivo (800.000 €)        |
| D        | Nicholas Siega            | Pisa           | definitivo (300.000 €)        |
| C        | Luca Maniero              | Imolese        | prestito                      |
| C        | Luca Parodi               | Ternana        | definitivo (200.000 €)        |
| C        | Simone Pasa               | Pordenone      | definitivo (400.000 €)        |
| C        | Andrea Schenetti          | Virtus Entella | definitivo (1,8 milioni di €) |
| C        | Mirko Drudi               | Pescara        | definitivo (200.000 €)        |
| A        | Mattia Finotto            | SPAL           | fine prestito                 |
| A        | Giulio Bizzotto           | Giorgione      | definitivo (75.000 €)         |
| A        | Giancarlo Malcore         | Pergolettese   | definitivo (250.000 €)        |
| A        | Gabriele Moncini          | SPAL           | definitivo (2 milioni di €)   |
| A        | Stefano Scappini          | Reggiana       | definitivo (300.000 €)        |

### Sessione invernale (dal 2 al 31 gennaio)
| Acquisti | Acquisti         | Acquisti    | Acquisti   |
| R.       | Nome             | da          | Modalità   |
| -------- | ---------------- | ----------- | ---------- |
| A        | Francesco Stanco | Feralpisalò | definitivo |

| Cessioni | Cessioni       | Cessioni  | Cessioni      |
| R.       | Nome           | a         | Modalità      |
| -------- | -------------- | --------- | ------------- |
| A        | Žan Celar      | Roma      | fine prestito |
| A        | Giacomo Vrioni | Sampdoria | fine prestito |

## Risultati

### Serie B
Fonte spettatori:  Serie B 2019-2020, su stadiapostcards.com.

#### Girone di andata
| Arbitro: | Sacchi (Macerata) |

|  |           |                                        |
|  | Marcatori | 48’ F. Ricci 51’ Galabinov 62’ L. Mora |

| Arbitro: | Aureliano (Bologna) |

|                                                            |           |          |
| Ghiringhelli 28’ (aut.) Maggio 51’ R. Insigne 58’ Coda 83’ | Marcatori | 80’ Diaw |

| Arbitro: | Fourneau (Roma) |

|                    |           |  |
| Celar 46’ Diaw 67’ | Marcatori |  |

| Arbitro: | Camplone (Pescara) |

|                     |           |  |
| La Gumina 4’ (rig.) | Marcatori |  |

| Arbitro: | Maggioni (Lecco) |

|                  |           |            |
| Vita 2’ Diaw 73’ | Marcatori | 48’ Machin |

| Arbitro: | Dionisi (L'Aquila) |

|  |           |          |
|  | Marcatori | 65’ Diaw |

| Arbitro: | Serra (Torino) |

|  |           |                   |
|  | Marcatori | 2’ Luppi 65’ Diaw |

| Arbitro: | Robilotta (Sala Consilina) |

|         |           |                                   |
| Vita 2’ | Marcatori | 57’, 63’ (rig.) Bruccini 71’ Báez |

| Udine 26 ottobre 2019, ore 15:00 CEST 9ª Giornata | Pordenone          | 0 – 0 referto | Cittadella | Stadio Friuli (3 184 spett.)\| Arbitro: \| Illuzzi (Molfetta) \| |
| Arbitro:                                          | Illuzzi (Molfetta) |               |            |                                                                  |

| Arbitro: | Minelli (Varese) |

|           |           |  |
| Proia 79’ | Marcatori |  |

| Cittadella 2 novembre 2019, ore 15:00 CET 11ª Giornata | Cittadella        | 0 – 0 referto | Frosinone | Stadio Piercesare Tombolato (3 971 spett.)\| Arbitro: \| Massimi (Termoli) \| |
| Arbitro:                                               | Massimi (Termoli) |               |           |                                                                               |

| Arbitro: | Maggioni (Lecco) |

|  |           |                      |
|  | Marcatori | 6’ D'Urso 45+2’ Diaw |

| Arbitro: | Amabile (Vicenza) |

|                 |           |            |
| Iori 76’ (rig.) | Marcatori | 43’ Pinato |

| Arbitro: | Ayroldi (Molfetta) |

|             |           |           |
| Marrone 47’ | Marcatori | 87’ Luppi |

| Arbitro: | Rapuano (Rimini) |

|                                           |           |                                     |
| Diaw 29’, 42’ A. Benedetti 31’ D'Urso 70’ | Marcatori | 21’ Djuric 78’ Giannetti 81’ Kiyine |

| Arbitro: | Marini (Roma) |

|              |           |  |
| Scamacca 51’ | Marcatori |  |

| Arbitro: | Illuzzi (Molfetta) |

|                   |           |             |
| Cotali 31’ (aut.) | Marcatori | 61’ Vignato |

| Arbitro: | Ros (Pordenone) |

|               |           |                     |
| Ceccaroni 76’ | Marcatori | 10’ Diaw 20’ D'Urso |

| Arbitro: | Prontera (Bologna) |

|           |           |                                            |
| Proia 84’ | Marcatori | 12’ (aut.) Frare 67’ Chiosa 90’ M. De Luca |

#### Girone di ritorno
| Arbitro: | Marinelli (Tivoli) |

|           |           |                 |
| Gyasi 12’ | Marcatori | 36’ (rig.) Iori |

| Arbitro: | Baroni (Firenze) |

|                 |           |                        |
| Iori 76’ (rig.) | Marcatori | 70’ Moncini 86’ Maggio |

| Arbitro: | Robilotta (Sala Consilina) |

|  |           |                              |
|  | Marcatori | 25’ Proia 54’ Diaw 87’ Pavan |

| Arbitro: | Abbattista (Molfetta) |

|            |           |                        |
| Adorni 38’ | Marcatori | 6’ Mancuso 73’ Bajrami |

| Arbitro: | Illuzzi (Molfetta) |

|           |           |                         |
| Zappa 22’ | Marcatori | 6’ Diaw 75’ (rig.) Iori |

| Arbitro: | Ayroldi (Molfetta) |

|                                |           |  |
| Iori 16’ (rig.), 70’ Proia 47’ | Marcatori |  |

| Cittadella 29 febbraio 2020, ore 15:00 CET 26ª giornata | Cittadella       | 0 – 0 referto | Cremonese | Stadio Piercesare Tombolato (0 spett.)\| Arbitro: \| Rapuano (Rimini) \| |
| Arbitro:                                                | Rapuano (Rimini) |               |           |                                                                          |

| Arbitro: | Di Martino (Teramo) |

|               |           |                     |
| Asencio 90+1’ | Marcatori | 50’ Stanco 75’ Vita |

| Arbitro: | Camplone (Pescara) |

|  |           |                                |
|  | Marcatori | 17’ Barison 78’ (rig.) Ciurria |

| Arbitro: | Ghersini (Genova) |

|  |           |                           |
|  | Marcatori | 50’ (rig.) Iori 60’ Proia |

| Arbitro: | Maggioni (Lecco) |

|  |           |                           |
|  | Marcatori | 41’ (rig.) Iori 51’ Luppi |

| Arbitro: | Illuzzi (Molfetta) |

|                             |           |  |
| Diaw 40’ (rig.), 56’ (rig.) | Marcatori |  |

| Arbitro: | Di Martino (Teramo) |

|                                 |           |  |
| M. Marconi 36’ (rig.) Marin 84’ | Marcatori |  |

| Arbitro: | Serra (Torino) |

|            |           |                           |
| Panico 65’ | Marcatori | 11’, 49’ Messias 37’ Simy |

| Arbitro: | Volpi (Arezzo) |

|                                        |           |              |
| Gondo 14’ Lombardi 32’, 62’ Kiyine 84’ | Marcatori | 37’ Gargiulo |

| Arbitro: | Aureliano (Bologna) |

|            |           |                             |
| D'Urso 62’ | Marcatori | 55’ (aut.) Adorni 70’ Pinto |

| Arbitro: | Marini (Roma) |

|                                                    |           |            |
| Rigione 42’ Vignato 45+2’ Di Noia 64’ Đorđević 76’ | Marcatori | 11’ Panico |

| Arbitro: | Marinelli (Tivoli) |

|             |           |  |
| Proia 90+4’ | Marcatori |  |

| Arbitro: | Rapuano (Rimini) |

|                                     |           |                           |
| A. Rizzo 5’ (aut.) M. De Luca 45+4’ | Marcatori | 3’, 21’ Panico 87’ Stanco |

### Play-off
| Arbitro: | Sozza (Seregno) |

|                       |           |                                      |
| Diaw 5’ (rig.), 45+1’ | Marcatori | 45+4’ Salvi 51’ Dionisi 120+1’ Ciano |

### Coppa Italia
| Arbitro: | Orsato (Schio) |

|                                    |           |  |
| Iori 23’ (rig.) Diaw 26’ Celar 87’ | Marcatori |  |

| Arbitro: | Volpi (Arezzo) |

|                                      |                      |                                             |
| Diaw 25’ (rig.) Celar 71’ Proia 103’ | Marcatori            | 43’ (rig.), 90+1’, 94’ Vano                 |
| Branca Panico Celar Proia Vrioni     | Tiri di rigore 5 – 4 | Maurizi Sarzi Puttini Vano Fofana Arrighini |

| Arbitro: | Pezzuto (Lecce) |

|                  |           |  |
| Benassi 21’, 53’ | Marcatori |  |

## Statistiche
Statistiche aggiornate al 13 luglio 2020.

### Statistiche di squadra
| Competizione | Punti | In casa | In casa | In casa | In casa | In casa | In casa | In trasferta | In trasferta | In trasferta | In trasferta | In trasferta | In trasferta | Totale | Totale | Totale | Totale | Totale | Totale | D.R. |
| Competizione | Punti | G       | V       | N       | P       | Gf      | Gs      | G            | V            | N            | P            | Gf           | Gs           | G      | V      | N      | P      | Gf     | Gs     | D.R. |
| ------------ | ----- | ------- | ------- | ------- | ------- | ------- | ------- | ------------ | ------------ | ------------ | ------------ | ------------ | ------------ | ------ | ------ | ------ | ------ | ------ | ------ | ---- |
| Serie B      | 58    | 19      | 7       | 4       | 8       | 23      | 26      | 19           | 10           | 3            | 6            | 26           | 23           | 38     | 17     | 7      | 14     | 49     | 49     | 0    |
| Coppa Italia | -     | 2       | 2       | 0       | 0       | 6       | 3       | 1            | 0            | 0            | 1            | 0            | 2            | 3      | 2      | 0      | 1      | 6      | 5      | +1   |
| Totale       | 58    | 21      | 9       | 4       | 8       | 29      | 29      | 20           | 10           | 3            | 7            | 26           | 25           | 41     | 19     | 7      | 15     | 55     | 54     | 0    |

### Andamento in campionato
| Giornata  | 1  | 2  | 3  | 4  | 5  | 6  | 7 | 8  | 9 | 10 | 11 | 12 | 13 | 14 | 15 | 16 | 17 | 18 | 19 | 20 | 21 | 22 | 23 | 24 | 25 | 26 | 27 | 28 | 29 | 30 | 31 | 32 | 33 | 34 | 35 | 36 | 37 | 38 |
| --------- | -- | -- | -- | -- | -- | -- | - | -- | - | -- | -- | -- | -- | -- | -- | -- | -- | -- | -- | -- | -- | -- | -- | -- | -- | -- | -- | -- | -- | -- | -- | -- | -- | -- | -- | -- | -- | -- |
| Luogo     | C  | T  | C  | T  | C  | T  | T | C  | T | C  | C  | T  | C  | T  | C  | T  | C  | T  | C  | T  | C  | T  | C  | T  | C  | C  | T  | C  | T  | T  | C  | T  | C  | T  | C  | T  | C  | T  |
| Risultato | P  | P  | V  | P  | V  | V  | V | P  | N | V  | N  | V  | N  | N  | V  | N  | N  | V  | P  | N  | P  | V  | P  | V  | V  | N  | V  | P  | V  | V  | V  | P  | P  | P  | P  | P  | V  | V  |
| Posizione | 19 | 20 | 16 | 17 | 13 | 10 | 7 | 10 | 8 | 7  | 9  | 3  | 5  | 4  | 3  | 5  | 5  | 3  | 5  | 5  | 9  | 6  | 8  | 6  | 6  | 5  | 5  | 6  | 5  | 4  | 3  | 3  | 5  | 6  | 6  | 7  | 6  | 5  |

Fonte:  Serie B, su calcio.com.
Legenda:

Luogo: C = Casa; T = Trasferta. Risultato: V = Vittoria; N = Pareggio; P = Sconfitta.

### Statistiche dei giocatori
Sono in corsivo i giocatori che hanno lasciato la squadra a competizioni in corso.
| Giocatore       | Serie B  | Serie B | Serie B     | Serie B    | Coppa Italia | Coppa Italia | Coppa Italia | Coppa Italia | Totale   | Totale | Totale      | Totale     |
| Giocatore       | Presenze | Reti    | Ammonizioni | Espulsioni | Presenze     | Reti         | Ammonizioni  | Espulsioni   | Presenze | Reti   | Ammonizioni | Espulsioni |
| --------------- | -------- | ------- | ----------- | ---------- | ------------ | ------------ | ------------ | ------------ | -------- | ------ | ----------- | ---------- |
| D. Adorni       | 32       | 1       | 10          | 1          | 2            | 0            | 1            | 0            | 34       | 1      | 11          | 1          |
| A. Benedetti    | 16       | 1       | 8           | 0          | -            | -            | -            | -            | 16       | 1      | 8           | 0          |
| S. Branca       | 19       | 0       | 4           | 0          | 2            | 0            | 1            | 0            | 21       | 0      | 5           | 0          |
| A. Bussaglia    | 8        | 0       | 2           | 0          | 1            | 0            | 1            | 0            | 9        | 0      | 3           | 0          |
| A. Camigliano   | 6        | 0       | 2           | 0          | 1            | 0            | 0            | 0            | 7        | 0      | 2           | 0          |
| Ž. Celar        | 9        | 1       | 0           | 0          | 3            | 2            | 0            | 0            | 12       | 3      | 0           | 0          |
| M. De Marchi    | 8        | 0       | 1           | 0          | -            | -            | -            | -            | 8        | 0      | 1           | 0          |
| C. D'Urso       | 12       | 3       | 0           | 0          | 1            | 0            | 0            | 0            | 13       | 3      | 0           | 0          |
| D. Diaw         | 18       | 9       | 8           | 0          | 3            | 2            | 0            | 0            | 21       | 11     | 8           | 0          |
| M. Drudi        | 1        | 0       | 0           | 0          | 2            | 0            | 2            | 1            | 3        | 0      | 2           | 1          |
| M. Gargiulo     | 5        | 0       | 1           | 0          | 2            | 0            | 1            | 0            | 7        | 0      | 2           | 0          |
| L. Ghiringhelli | 14       | 1       | 4           | 0          | 2            | 0            | 0            | 0            | 16       | 1      | 4           | 0          |
| D. Frare        | 6        | 0       | 2           | 0          | 0            | 0            | 0            | 0            | 6        | 0      | 2           | 0          |
| M. Iori         | 14       | 1       | 6           | 0          | 2            | 1            | 3            | 1            | 16       | 2      | 9           | 1          |
| D. Luppi        | 16       | 2       | 2           | 0          | 1            | 0            | 0            | 0            | 17       | 2      | 2           | 0          |
| L. Maniero      | 0        | -0      | 0           | 0          | 2            | -2           | 0            | 0            | 2        | -2     | 0           | 0          |
| C. Mora         | 8        | 0       | 2           | 0          | 2            | 0            | 1            | 0            | 10       | 0      | 3           | 0          |
| A. Paleari      | 19       | -23     | 1           | 0          | 1            | -3           | 0            | 0            | 20       | -26    | 1           | 0          |
| G. Panico       | 11       | 0       | 1           | 0          | 3            | 0            | 1            | 0            | 14       | 0      | 2           | 0          |
| N. Pavan        | 9        | 0       | 2           | 0          | 2            | 0            | 0            | 0            | 11       | 0      | 2           | 0          |
| R. Perticone    | 12       | 0       | 2           | 0          | -            | -            | -            | -            | 12       | 0      | 2           | 0          |
| G. Plechero     | -        | -0      | -           | -          | -            | -0           | -            | -            | -        | -0     | -           | -          |
| F. Proia        | 9        | 1       | 3           | 1          | 3            | 1            | 0            | 0            | 12       | 2      | 3           | 1          |
| A. Rizzo        | 1        | 0       | 0           | 0          | 2            | 0            | 0            | 0            | 3        | 0      | 0           | 0          |
| S. Rosa         | -        | -       | -           | -          | 0            | 0            | 0            | 0            | 0        | 0      | 0           | 0          |
| M. Rosafio      | 10       | 0       | 1           | 0          | 1            | 0            | 0            | 0            | 11       | 0      | 1           | 0          |
| N. Varotto      | -        | -       | -           | -          | -            | -            | -            | -            | -        | -      | -           | -          |
| C. Ventola      | 1        | 0       | 0           | 0          | 1            | 0            | 0            | 0            | 2        | 0      | 0           | 0          |
| A. Vita         | 14       | 2       | 3           | 0          | 1            | 0            | 0            | 0            | 15       | 2      | 3           | 0          |
| G. Vrioni       | 4        | 0       | 0           | 0          | 0            | 0            | 0            | 0            | 4        | 0      | 0           | 0          |